# 10460 Correa-Otto
10460 Correa-Otto è un asteroide della fascia principale. Scoperto nel 1978, presenta un'orbita caratterizzata da un semiasse maggiore pari a 2,8148076 UA e da un'eccentricità di 0,1598312, inclinata di 2,21538° rispetto all'eclittica.
L'asteroide è dedicato a Jorge Correa-Otto, astronomo argentino.